# 42
42（四十二）是41与43之间的自然数。

## 数学性质
- 第28個合數，正因數有1、2、3、6、7、14、21和42。前一個為40、下一個為44。
質因數分解為{\displaystyle 2\times 3\times 7}。
- 第8個過剩數，真因數和為54，盈度為12。前一個為40、下一個為48。
  - 第10個半完全數，和為本身的其中一組因數為1、 6、 14、 21。前一個為40、下一個為48。
- 第28個不尋常數，大於平方根的質因數為7。前一個為41、下一個為43。
- 第6個佩服數，相減後為本身的因數為6。前一個為40、下一個為54。
- 第28個無平方數因數的數。前一個為41、下一個為43。
- 第2個楔形數。前一個為30、下一個為66。
- 第7個普洛尼克數，為6與7的乘積。前一個為30、下一個為56。
- 第8個十进制的自我數。前一個為31、下一個為53。
- 第20個十进制的哈沙德數。前一個為40、下一個為45。
- 第19個十进制的奢侈數。前一個為40、下一個為44。
- 組合數學上的第5個卡塔蘭數。
- 分別是第3和第7個曲流數和開放曲流數（meandric number）。
- 第3個十五邊形數。
- 100以內最后一个被发现有解的三個立方數的和。42 = (-80538738812075974)³ + 80435758145817515³ + 12602123297335631³。[1][2]

### 基本运算
| 乘法                             | 1  | 2  | 3   | 4   | 5   | 6   | 7   | 8   | 9   | 10  |  | 11  | 12  | 13  | 14  | 15  | 16  | 17  | 18  | 19  | 20  |  | 21  | 22  | 23  | 24   | 25   |
| -------------------------------- | -- | -- | --- | --- | --- | --- | --- | --- | --- | --- |  | --- | --- | --- | --- | --- | --- | --- | --- | --- | --- |  | --- | --- | --- | ---- | ---- |
| {\displaystyle {{42}\times {x}}} | 42 | 84 | 126 | 168 | 210 | 252 | 294 | 336 | 378 | 420 |  | 462 | 504 | 546 | 588 | 630 | 672 | 714 | 756 | 798 | 840 |  | 882 | 924 | 966 | 1008 | 1050 |

## 在科学中
- 鉬的原子序數。[3]

## 在人类文化中
- 根據道格拉斯·亞當斯的小說，42是「生命、宇宙以及任何事情的終極答案」。因此，42也经常被用来向这一作品致敬，例如：
  - 若在Google輸入the answer to life, the universe, and everything（页面存档备份，存于），Google会直接回答42——而且还是用Google计算器算出来的。
  - 若在Wolfram Alpha中输入Answer to the Ultimate Question of Life, the Universe, and Everything（页面存档备份，存于），Wolfram Alpha也会回答42。
  - 若在Siri中問「What's the meaning of life?」，Siri也会回答42。
  - 在電子遊戲《英雄聯盟》中召喚峽谷地圖中使用漢默丁格能偶爾聽到他說到“42~一個神秘的數字，某些東西與它有關~”。
- 美國職棒大聯盟當中，第一位非裔美國人球員傑基·羅賓森的球衣背號42號，為大聯盟所有球隊之共同退休背號。
  - 《傳奇42號》，2013年美國電影，敘述傑基·羅賓森生平。
- 《佛說四十二章經》，簡稱《四十二章經》，佛教經典。
- 在日本，42的日文發音近於（ shi'ni），即「死掉」的意思，故被視為不祥數字。
- 《古騰堡聖經》（Gutenberg Bible，亦稱《四十二行聖經》（42-line Bible）。

## 其他
- 42 是國際數學奧林匹克（IMO）的滿分。